# وایلر-لا-تور
وایلر-لا-تور (به لوکزامبورگی: Weiler-la-Tour) یک شهرداری در استان لوکزامبورگ کشور لوکزامبورگ است که ۱۷٫۰۷ کیلومترمربع مساحت دارد و جمعیت آن در سال ۲۰۰۹ میلادی ۱۴۲۱ نفر بوده‌است.